# Военен секретариат на Европейския съюз
Военният секретариат на Европейския съюз (или ВСЕС) е департаментът на Европейския съюз отговорен за надзора на Общата политика за сигурност и отбрана на ЕС. Той е пряко свързан с офиса на върховния представител на Европейския съюз по въпросите на външните работи и политиката на сигурност (понастоящем баронеса Катрин Аштън). ВСЕС е част от Европейската служба за външна дейност.